# Lucanus villosus
Lucanus villosus es una especie de coleóptero de la familia Lucanidae.

## Distribución geográfica
Habita en Nepal y Yunnan en (China).